# جان دوندار
جان دوندار ((به ترکی استانبولی: Can Dündar)؛ زادهٔ ۱۶ ژوئن ۱۹۶۱ شهر آنکارا) روزنامه نگار و نویسنده اهل کشور ترکیه است. او هم‌اکنون سردبیر روزنامه جمهوریت در ترکیه است که در تاریخ ۲۵ نوامبر ۲۰۱۵ به جرم انتشار عکس‌هایی از تریلی‌های حامل اسلحه به مقصد مخالفان سوری بازداشت شد. قبل از انتشار این عکس‌ها اردوغان رئیس‌جمهور ترکیه هرگونه کمک به نیروهای مخالف سوری؛ از جمله داعش را شدیداً رد می‌کرد و آن‌ها را کذب محض می‌خواند. اما با انتشار تصاویری از تریلی‌هایی که به اسم کمک‌های بشر دوستانه به مردم سوریه، پر از اسلحه بود؛ واکنش شدیدی به آن‌ها نشان داد. اردوغان گفت: انتشار دهندگان این تصاویر تاوان بسیار سنگینی را خواهند پرداخت و آن‌ها را به حال خود واگذار نخواهم کرد. جان دوندار هم‌اکنون در زندان سیلیوری ترکیه به سر می‌برد. دادستان به جرم افشای اسرار کشور دو بار حبس ابد و ۴۲ سال زندان طلب کرده‌است.